# ۱۱۴ (پیش از میلاد)
۱۱۴ (پیش از میلاد) ۱۱۴مین سال قبل از تقویم میلادی است.